# Geschiedenis van de wijsbegeerte in Nederland (tijdschrift)

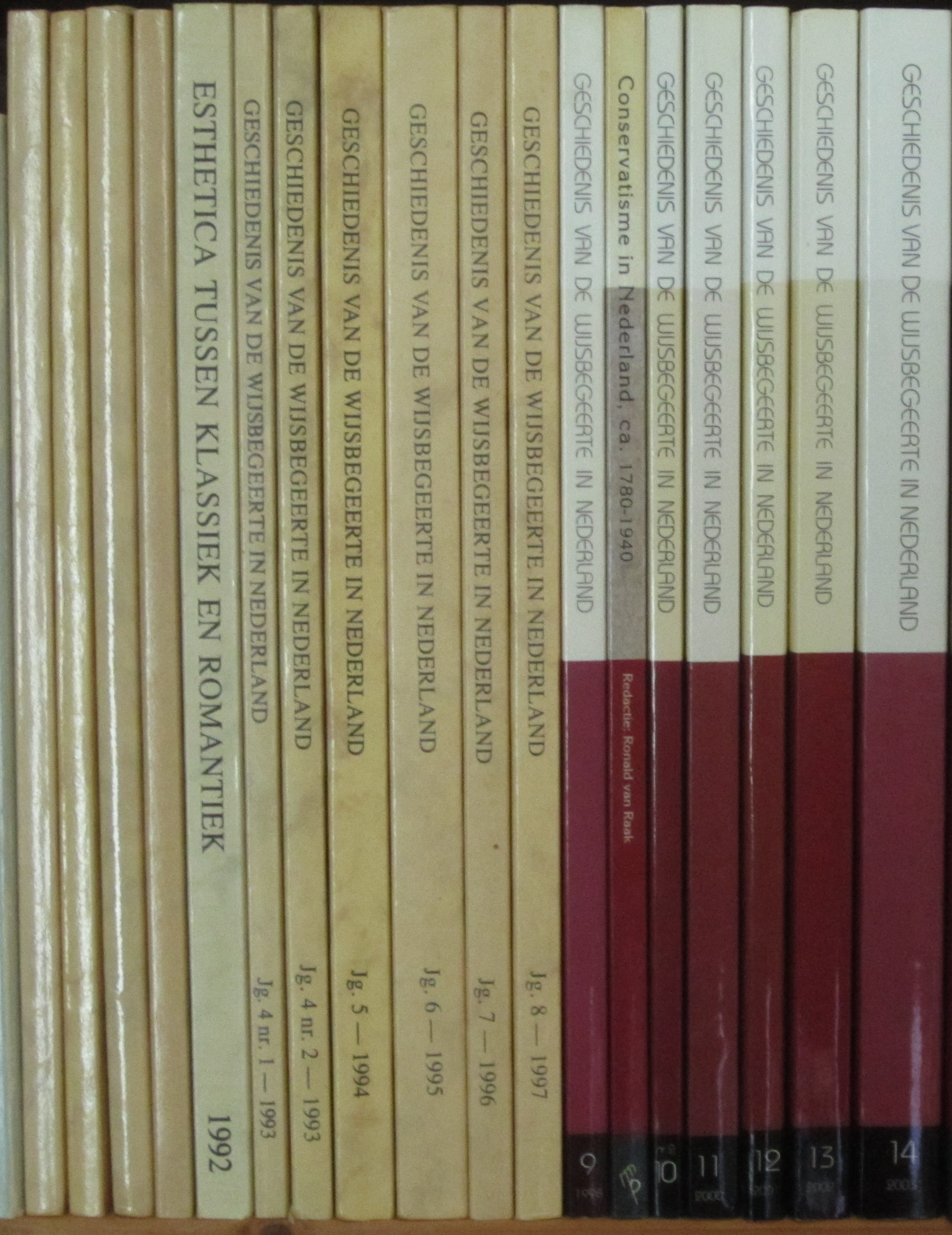

Geschiedenis van de wijsbegeerte in Nederland (GWN) is het documentatieblad van de Werkgroep Sassen voor de geschiedenis van de wijsbegeerte in Nederland. Het verscheen tweemaal per jaar, soms als dubbelnummer, in 14 jaargangen tussen 1989 en 2005; met ingang van jaargang 9 verscheen het tijdschrift bij Uitgeverij Damon. Tot de redactieleden behoorden Hans Blom (1990-2003), Henri Krop (1990-2001), Michiel Wielema (1990-1995), Wiep van Bunge (1993-2003) en Ronald van Raak (1996-2001).

## Werkgroep Sassen
De Werkgroep Sassen was een op 20 mei 1989 aan de Erasmus Universiteit Rotterdam opgerichte landelijke studieclub van onderzoekers en belangstellenden, genoemd naar Ferdinand Sassen, die als eerste breed de geschiedenis van de wijsbegeerte in Nederland onderzocht. Doel van de werkgroep was het onderzoek naar de wijsbegeerte in Nederland voort te zetten door middel van studiedagen, congressen en het documentatieblad, om meer bekendheid te geven aan het werk van Nederlandse denkers van de middeleeuwen tot de eigen tijd. Het lidmaatschap van de werkgroep, tevens inhoudende een abonnement op GWN, stond voor een ieder open.
Het ontstaan van de Werkgroep Sassen was mede mogelijk dankzij het succes van een twintigdelige serie boekuitgaven (1986-1993), eveneens getiteld Geschiedenis van de wijsbegeerte in Nederland en voortkomend uit een gelijknamig onderzoeksproject. Het betrof de uitgave van teksten van Nederlandse filosofen, van middeleeuwen tot en met de twintigste eeuw, telkens ingeleid en geannoteerd door een deskundige. De serie – onder redactie van Michael Petry, Jan Sperna Weiland en Henri Krop – was onder meer opgezet om de continuïteit en de positie ten opzichte van het buitenland van de wijsbegeerte in Nederland te benadrukken. Het initiatief tot de serie werd genomen door Petry, die met Sassen, Poortman en Struyker Boudier hoort tot de vooraanstaande pioniers van de bestudering van de Nederlandse wijsbegeerte. Petry stond ook aan de basis van het tijdschrift.

## Afleveringen
| Jaargang        | Titel                                                                        | Opmerkingen |
| --------------- | ---------------------------------------------------------------------------- | --- |
| 0, 1989         | [Nulnummer]                                                                  | Met artikelen over Wessel Gansfort en Rudolf Agricola, Herman Alexander Röell, Johan Frederik Lodewijk Schröder en Johannes Jacobus Poortman.                                                                                              |
| 1, 1990         |                                                                              | Jaargang 1, nummer 2 (1/1). |
| 1, 1990         |                                                                              | 1/2. |
| 2, 1991         |                                                                              | 2/1. |
| 2, 1991         |                                                                              | 2/2. |
| 3, 1992         | Esthetica tussen klassiek en romantiek                                       | Dubbelnummer. |
| 4, 1993         |                                                                              | 4/1. |
| 4, 1993         |                                                                              | 4/2. |
| 5, 1994         | Nederlandse Verlichting                                                      | Dubbelnummer. |
| 6, 1995 [1996]  | De wijsbegeerte van het Fin de siècle                                        | Een deel van de bijdragen is het resultaat van de studiedag '1900 als breukvlak', gehouden op 3 december 1994. |
| 7, 1996 [1997]  | Ferd. Sassen en het neo-thomisme                                             | Dubbelnummer. |
| 8, 1997         |                                                                              | Dubbelnummer. |
| 9, 1998 [1999]  | Wijsbegeerte in de twintigste eeuw                                           | Dubbelnummer. Ook los verschenen, met de ondertitel: Een bundel voor Michael Petry bij zijn afscheid als hoogleraar van de Erasmus Universiteit Rotterdam.                                                                                 |
| 10, 1999        | Conservatisme nummer                                                         | 10/1. Bevat tevens een register op de verschenen nummers. Ook los verschenen als Conservatisme in Nederland, ca. 1780-1940. |
| 10, 1999 [2001] | Leo Polak nummer                                                             | 10/2. Ook los verschenen als: Leo Polak. Het vrije denken en het maatschappelijk handelen. Acta van het gelijknamige symposium dat op 11 juni 1999 in Groningen werd gehouden t.g.v. het 77ste lustrum van de Rijksuniversiteit Groningen. |
| 11, 2000 [2001] |                                                                              | Dubbelnummer. Geen themanummer, maar de meeste bijdragen hebben betrekking op de verhouding tussen wijsbegeerte en politiek in de Gouden Eeuw.                                                                                             |
| 12, 2001 [2003] | Tussen Amstel en Neva. Filosofische ontmoetingen tussen Nederland en Rusland | Dubbelnummer. Teksten van het congres (7-9 juni 2001) in het Nederlands Instituut in Sint-Petersburg. |
| 13, 2002 [2004] |                                                                              | Dubbelnummer. |
| 14, 2003 [2005] |                                                                              | Dubbelnummer. |